# ロマン・フセスラヴィチ
ロマン・フセスラヴィチ(ロシア語: Роман Всеславич、11世紀後半の初頭? - 1114年もしくは1116年）はポロツク公フセスラフの子である。

## ロマンに関する諸説
ロマンは11世紀後半の初頭に生まれたとみなすのが、もっとも可能性が高い説である。V.ヤーニン(ru)は、ロマンをフセスラフの長男であり、後継者であったと推測している。ただしヤーニンはロマンとボリスとを同一人物とみなしており、1114年に死亡したロマンと、1128年に死亡したボリスとを同一視するこの見解には反論が上がっている。O.ラーポフ(ru)は、ロマンが年功序列において優位に立っており、相続争いによってその権限を失ったとみなしている。また、L.アレクセーエフ(ru)は、フセスラフの後継者はダヴィドであり、ロマンはダヴィド、ボリス（＝ログヴォロド）、グレプよりも年少であると述べている。
いずれにせよ、歴史家の大部分は、ロマンはいずれかに所領を有したとみるのが当然であるという説をとっており、L.ウォイトウィチ(ru)は、ロマンの有した分領地はイジャスラヴリもしくはスルツクであったとみなしている。ただし、ロマンの生存中には、スルツクはトゥーロフ公国領であり、1116年にはウラジーミル・モノマフの所領として言及されている。さらに、モノマフの手による『モノマフ公の庭訓(ru)』においては、イジャスラヴリの領有者はフセスラフの別の子であると記されている。また、1128年にはイジャスラヴリ公としてブリャチスラフという名が、さらに1150年代 - 1160年代にかけてはフリャチスラフの子孫のヴォチナ(ru)（世襲領）であるという言及が見られる。
ロマンの没年は、史料によればポロツク公国から亡命していた1110年代の半ばということになる。すなわち、『原初年代記』によれば1116年にムーロムで死亡しており、『ニコン年代記』に従えば1114年にリャザンで死亡したことになる。ロマンの死後、その未亡人はポロツクの修道院に住み、貧者に施しをして暮らした。それはエヴフロシニヤと同時期に修道院で過ごしていたことになる。